# National School of Drama
A National School of Drama (NSD) é um instituto de formação teatral localizado em Nova Delhi, Índia. É uma entidade autônoma subordinada ao Ministério da Cultura do Governo da Índia. Fundada em 1959 pela Sangeet Natak Akademi, a escola tornou-se independente em 1975. Em 2005, recebeu o status de universidade, mas esse status foi revogado em 2011. Paresh Rawal é o atual presidente, e Chittaranjan Tripathy ocupa atualmente o cargo de diretor da Escola Nacional de Teatro (NSD).

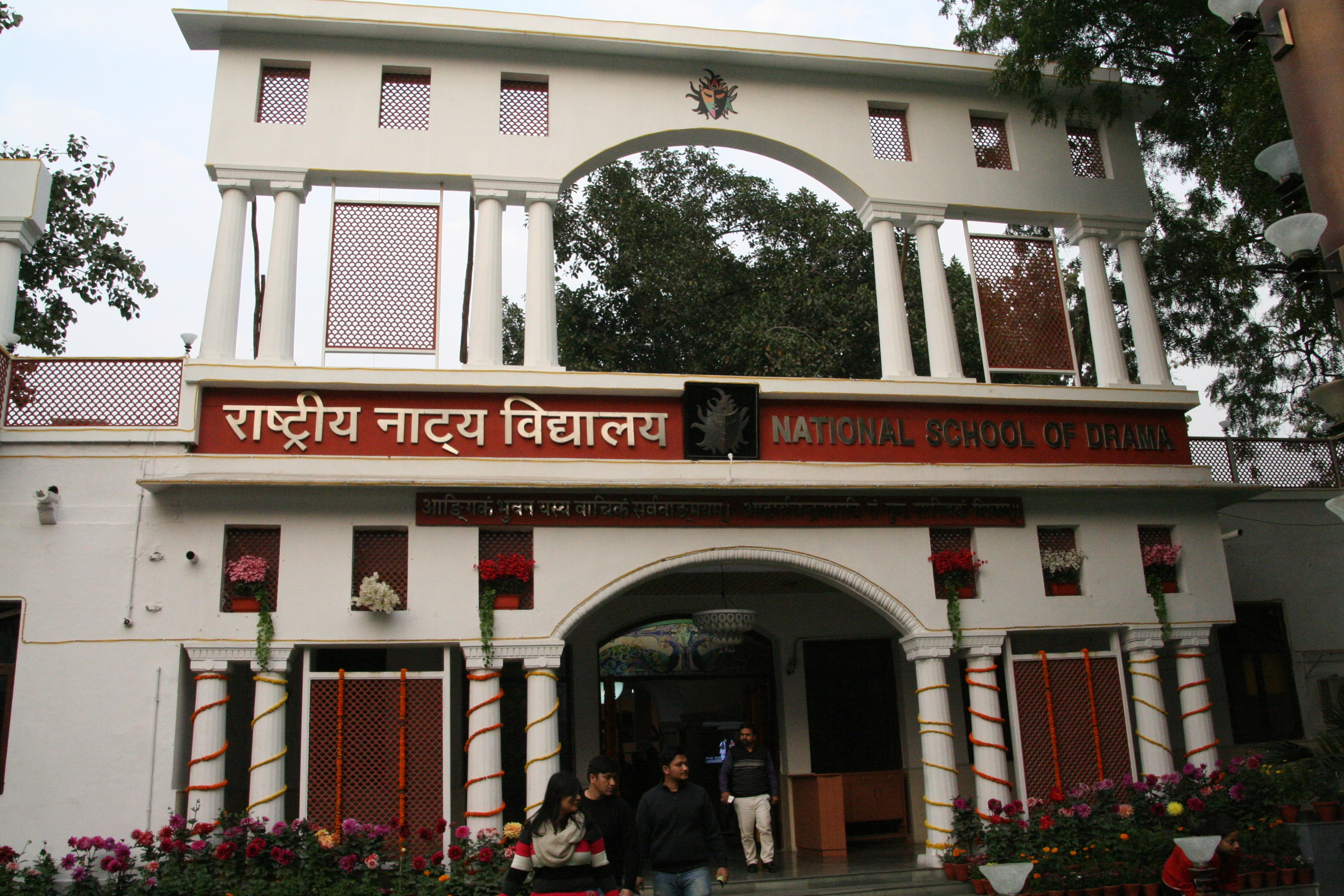
National School of Drama em Mandi House

## História
As origens da escola remontam a um seminário em 1954, onde foi discutida a ideia de uma instituição central para o teatro. Posteriormente, um projeto de esquema foi elaborado em 1955, e o Sangeet Natak Akademi, presidido por Jawaharlal Nehru, começou a traçar os planos da instituição. Enquanto isso, em outras partes de Delhi, a Bharatiya Natya Sangh (BNS), com a assistência da UNESCO, estabeleceu de forma independente o 'Instituto de Teatro Asiático' (ATI) em 20 de janeiro de 1958. Em julho de 1958, o ATI foi incorporado pela Sangeet Natak Akademi (SNA), a Academia Nacional de Música, Dança e Teatro do Governo da Índia.
No ano seguinte, o governo fundiu-a com a escola recém-fundada, e assim, o NSD foi estabelecido em abril de 1959 sob os auspícios da Sangeet Natak Akademi. Inicialmente, a escola estava localizada em Nizamuddin West e era chamada de 'Escola Nacional de Drama e Instituto de Teatro Asiático', cujo primeiro grupo de estudantes foi graduado em 1961. Durante a gestão do diretor da instituição, Ebrahim Alkazi (1962–1977), não só o currículo foi revisado, mas também os alunos foram envolvidos na escavação e construção de plataformas para um teatro no quintal de uma casa alugada na Colônia Kailash, para onde o NSD havia se mudado. Mais tarde, quando transferiu para o local atual, ele também projetou dois teatros para o NSD, incluindo um estúdio de teatro com 200 lugares e o teatro Meghdoot ao ar livre, sob uma figueira-da-índia.
Em 1975, tornou-se uma entidade autônoma, subordinada ao então Ministério da Educação e Ministério da Cultura, Departamento de Cultura, adotando o nome de 'Escola Nacional de Drama'. Mudou-se em maio de 1975 para as atuais instalações na Bahawalpur House, a residência do antigo estado principesco de Bahawalpur. No entanto, o local é comumente conhecido pela adjacente (agora demolida) Mandi House, a antiga residência do Raja do antigo estado principesco de Mandi. Em 1999, a escola realizou o seu primeiro Festival Nacional de Teatro, o 'Bharat Rang Mahotsav', que geralmente ocorre durante a segunda semana de janeiro a cada ano.
Em 2008, a instituição celebrou seu jubileu de ouro durante o seu festival anual de teatro, o Bharat Rang Mahotsav, com uma reunião de ex-alunos de todo o país. A edição satélite do festival em Mumbai apresentou peças de graduados do NSD, incluindo o Prólogo de Ratan Thiyam, Aranyadhipati Tantiya de Bansi Kaul, The Suit de Neelam Mansingh Chowdhury, Harsingar de Sanjay Upadhyay, Akash de Baharul Islam, Dear Bapu de Mohan Maharishi e Stay Yet Awhile de MK Raina. Waman Kendre foi nomeado diretor da escola em 2013, cumprindo um mandato de cinco anos. Ele fez pós-graduação com pesquisa em teatro folclórico de Kerala dramaqu pela NSD. Kendre pertence à comunidade tribal nômade Vanjara de Marathwada e foi uma das principais figuras do movimento teatral Dalit em Maharashtra no final dos anos 1970. Em 10 de setembro de 2020, Paresh Rawal foi nomeado presidente da Escola Nacional de Teatro. Em 6 de outubro de 2023, Chittaranjan Tripathy tornou-se o novo diretor da NSD. Ele é um proeminente ator de teatro e cinema, diretor, roteirista e compositor musical na indústria cinematográfica de Hindi e Odia.

### Considerado status de universidade
Em 16 de março de 2005, o Governo da Índia concedeu à NSD o status de universidade considerada. No entanto, em 2010, a Sociedade NSD solicitou a revogação do estatuto considerado de universidade, alegando que "[isso] poderia prejudicar a formação profissional, a autonomia e a flexibilidade exigidas em áreas criativas como o teatro". Portanto, em outubro de 2011, o estatuto foi revogado a pedido da NSD.

## Executando asas

### Companhia de repertório

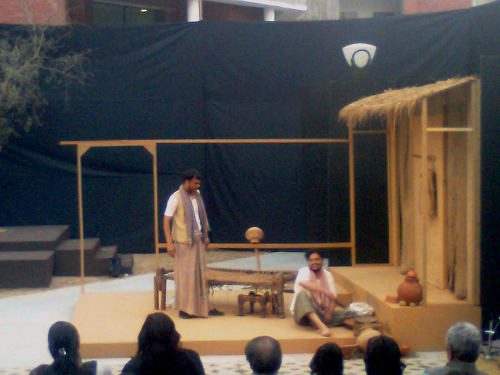
Peça do NSD no Anugoonj, 2011 (festival cultural do GGSIPU, Delhi)

A ala de atuação profissional da NSD, a Companhia de Repertório da 'Escola Nacional de Drama', foi criada em 1964 com o objetivo de promover o teatro profissional na Índia. Seu primeiro chefe foi Om Shivpuri, seguido por Manohar Singh, Ram Gopal Bajaj (Chefe Interino), JN Kaushal (Chefe Interino), Anuradha Kapur (Chefe Interino) e Suresh Sharma, Sagar Kamble, Atul Singhai (Chefe de Animação).
Atualmente, a Companhia de Repertório da NSD já encenou mais de 120 peças, adaptadas das obras de aproximadamente 70 dramaturgos, sob a direção de cerca de 50 diretores, tanto em diversos países como em várias cidades dentro do país. A companhia realiza anualmente seu próprio festival, intitulado 'Festival Anual de Verão da Repertory Company', durante o qual apresenta peças novas e clássicas. Em 2004, a companhia de repertório celebrou 40 anos com um festival de teatro em Nova Delhi.

### Sanskaar Rang Toli
Em 1989, a NSD estabeleceu a 'Companhia de Teatro na Educação' (TIE), conhecida como 'Sanskaar Rang Toli', que proporciona treinamento teatral para crianças com idades entre 8 e 16 anos. A companhia regularmente apresenta peças para audiências escolares e adultas e organiza seus próprios festivais de teatro anuais, denominados 'Jashn-e-Bachpan' e Bal Sangam.

## Espaços performáticos
A escola possui três auditórios dentro do campus:
- Auditório Abhimanch
- Auditório Sammukh
- Auditório Bahumukh

Além disso, a NSD possui um estúdio de teatro e espaços menores para apresentações, que são utilizados em ocasiões especiais, como o Bharat Rangmahotsav.

## Centros regionais
Num esforço para descentralizar suas atividades, a NSD inaugurou Centros de Recursos Regionais (RRC) em diversas regiões da Índia, sendo o primeiro deles inaugurado em Bengaluru em 1994. Posteriormente, foi estabelecido um novo centro em Varanasi.

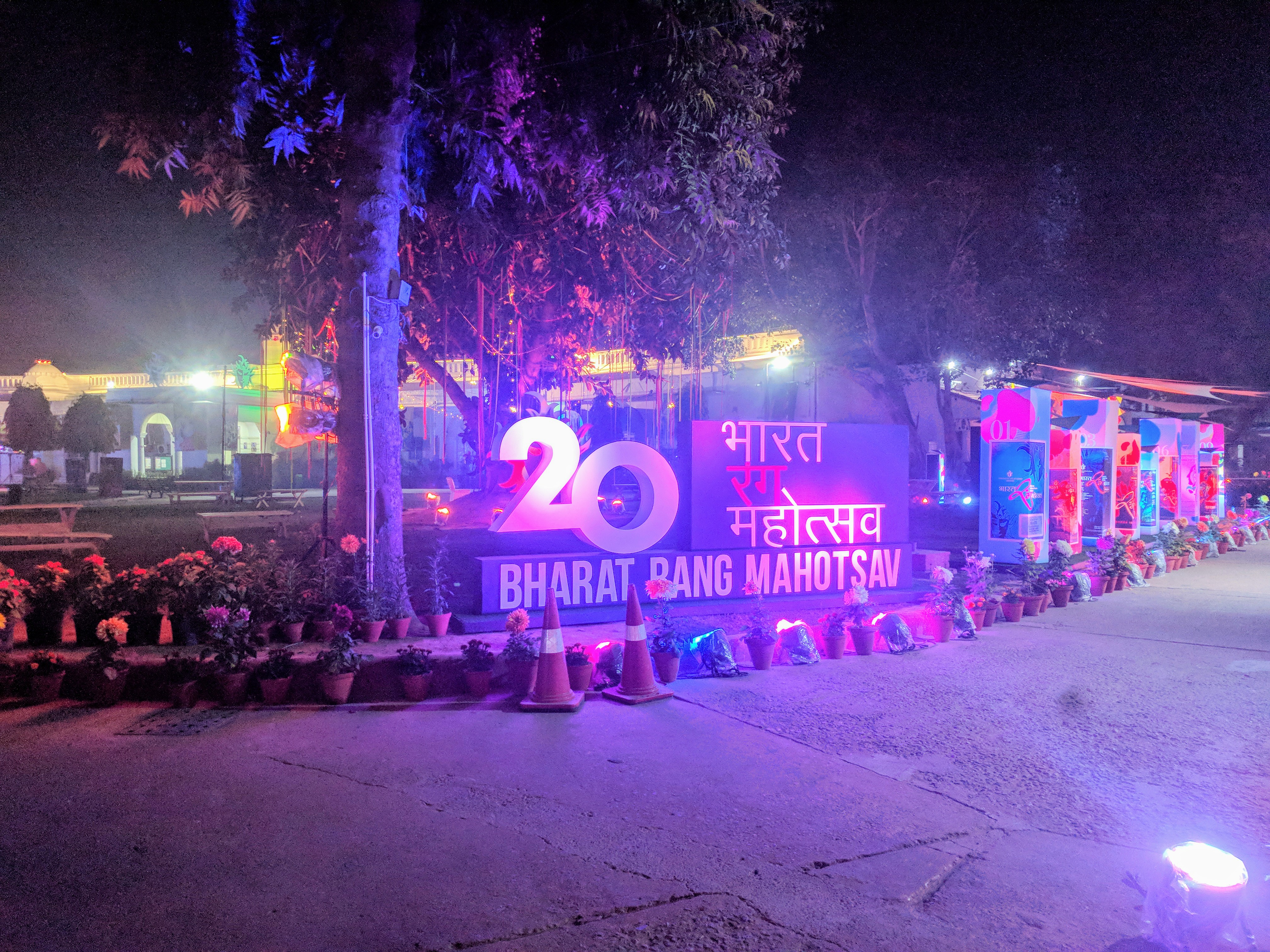
Festival Rang Mahotsav no NSD

## Bharat Rang Mahotsav
Bharat Rang Mahotsav, ou 'Festival Nacional de Teatro', criado em 1999, é o festival anual de teatro da Escola Nacional de Drama (NSD), realizado em Nova Delhi. Atualmente, é reconhecido como o maior festival de teatro da Ásia, dedicado exclusivamente ao teatro. A Escola também organiza um festival que destaca as tradições tribais, denominado Adirang Mahotsav.